# Biberach an der Riß
Biberach an der Riß là một xã ở huyện Biberach ở bang Baden-Württemberg thuộc nước Đức. Đô thị này có diện tích 72,15 km², dân số thời điểm 31 tháng 12 năm 2020 là 33.510 người. Đây là huyện lỵ của huyện Bibrach.